# Fartón

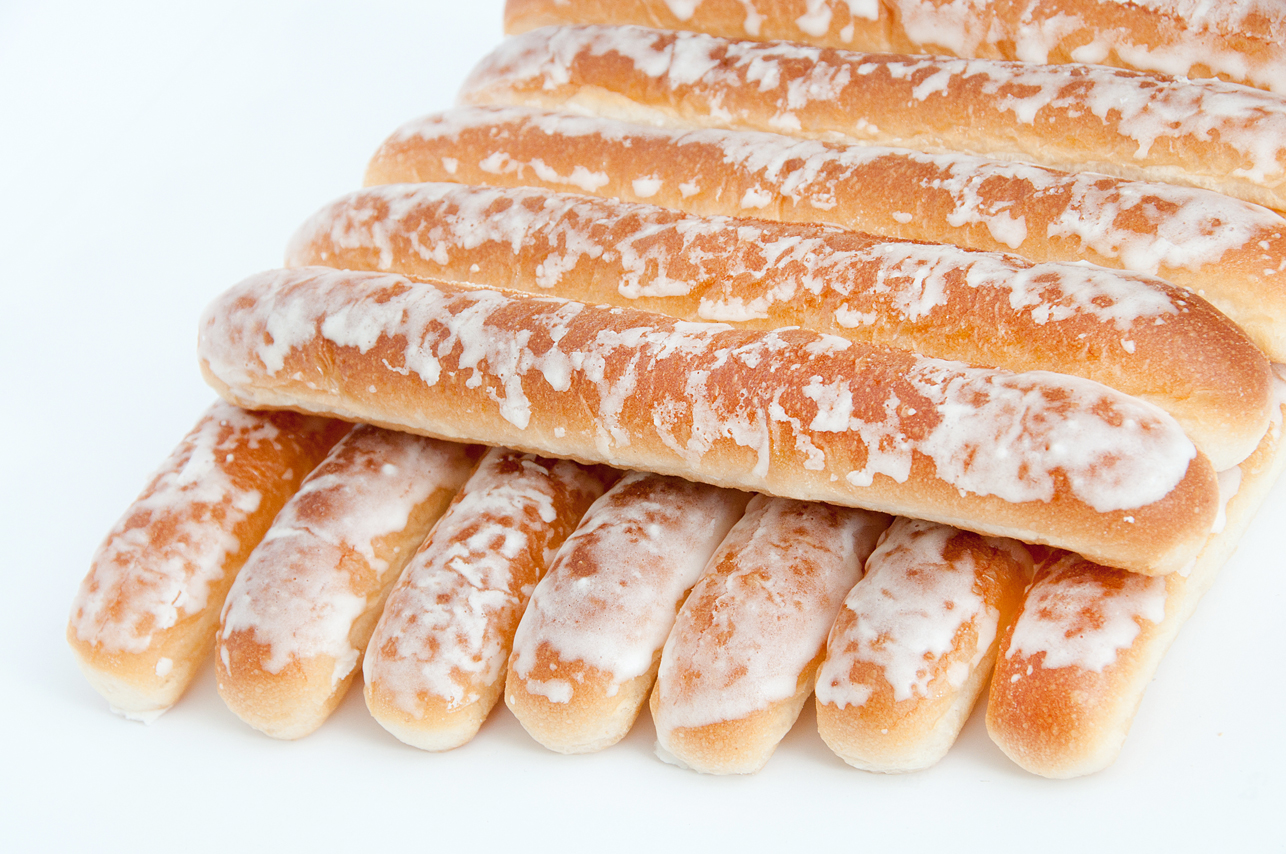
fartóns

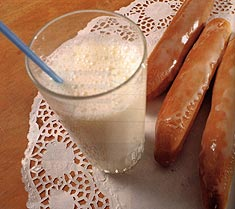
Ein Glas Horchata mit fartóns.

Als fartón (valencianisch fartó) wird ein längliches valencianisches Hefe-Gebäck bezeichnet, welches warm zu Horchata serviert wird. Es wurde in den 1960er Jahren in einer Bäckerei in Alboraya erfunden.